# 马库斯·图利乌斯·泰若
马库斯·图利乌斯·泰若（英語：Marcus Tullius Tiro），约活动于公元前1世纪前后。他是西塞罗的奴隶，公元前53年获释。著有一部西塞罗的传记（现已失传），还编辑有西塞罗的一些演说。另外，他还著有关于文法的作品，对速记方法进行改良。